# Житлово-будівельний кооператив
Житлово-будівельний кооператив — юридична особа, утворена фізичними та/або юридичними особами, які добровільно об'єдналися на основі об'єднання їх майнових пайових внесків для участі в будівництві або реконструкції житлового будинку (будинків) і наступної його (їх) експлуатації. Житлово-будівельний кооператив є некомерційною організацією, метою якої є задоволення потреб його членів у житлі.
За класифікацією Закону України «Про кооперацію» це може бути як виробничий (кооператив безпосередньо будує житло та вільно продає його на ринку; при цьому створення виробничого кооперативу не означає, що в ньому можуть працювати лише його члени — ч. 2 ст. 34 Закону України «Про кооперацію» дозволяє кооперативу залучати до роботи за трудовим договором осіб, які не є його членами), так і споживчий (кооператив, маючи грошові внески його членів, звертається як замовник до спеціалізованої підрядної організації, яка виконує всі будівельні роботи, наслідком чого є перехід усіх збудованих квартир у власність його членів).
Житлово-будівельний кооператив діє на засадах самоврядування. Термін «самоврядування» стосовно кооперативу означає право та реальну здатність його членів самостійно вирішувати питання діяльності кооперативу в межах законодавства України та статуту кооперативу. Житлово-будівельний кооператив здійснює експлуатацію і ремонт належного йому житлового будинку (будинків) та утримання прибудинкової території за рахунок коштів кооперативу на засадах самооплатності. В цій частині не має законодавчого підтвердження.
Будинок, споруджений або придбаний житлово-будівельним (житловим) кооперативом, є його власністю.

## Порядок створення та правові підстави діяльності
Порядок створення та повноваження житлово-будівельного (житлового) кооперативу регулюються:
- Житловим кодексом України,
- Постановою Ради Міністрів УРСР «Про затвердження Примірного статуту житлово-будівельного кооперативу» № 186 від 30 квітня 1985 р.,
- Постановою Ради міністрів УРСР і Укрпрофради «Про затвердження Правил обліку громадян, які бажають вступити до житлово-будівельного кооперативу» № 228 від 5 червня 1985 р.,
- Постановою КМУ «Про дальший розвиток житлово-будівельної (житлової) кооперації» № 593 від 20 жовтня 1992 р.
- іншими нормативними актами в частині, що не суперечить чинному законодавству.

Кооперативи діють на підставі статутів, прийнятих відповідно до Примірного статуту ЖБК загальними зборами громадян, які вступають до нього, і зареєстрованого в установленому порядку.
З дня реєстрації кооператив набуває прав юридичної особи, кооператив має свою печатку та штамп зі своїм найменуванням.

## Права і обов'язки членів житлово-будівельного кооперативу
Член житлово-будівельного (житлового) кооперативу має право володіння і користування, а за згодою кооперативу — і розпорядження квартирою, яку він займає в будинку кооперативу, якщо він не викупив її.
Член житлово-будівельного кооперативу має ті ж права, що і власник — володіє, користується і розпоряджається квартирою і має право щодо неї чинити будь-які дії згідно із законодавством про житлово-будівельні кооперативи, якщо ним повністю сплачено пайові внески. Він зобов'язаний дотримуватися правил користування приміщеннями житлових будинків і прибудинковими територіями: є співвласником на праві спільної (загальнопайової) власності допоміжних приміщень будинку, його конструктивних елементів і технічного обладнання, що перебуває у спільному користуванні.
Частка кожного власника квартири у майні, що перебуває у спільному користуванні, пропорційна частці площі його квартири у загальній площі.
У разі викупу квартири член житлово-будівельного (житлового) кооперативу стає її власником.
У власність членів житлово-будівельних кооперативів згідно із Цивільним кодексом і Законом України «Про кооперацію» переходять лише квартири. Цей пункт вже не дійсний, з 2015 .